# Танака Фудзимаро
Танака Фудзимаро (яп. 田中不二麿, たなかふじまろ; 1845—1909) — японский государственный и образовательный деятель, политик. 
Родился в префектуре Айти. 
Был членом посольства Ивакуры в США и странах Европы, отвечал за исследования системы образования западных стран. По возвращении в Японию занимал должность вице-председателя Министерства культуры. Спланировал и реализовал реформу системы образования, приблизив её к немецким стандартам. 
Впоследствии занимал должности министра юстиции, член Тайного Совета при Императоре Японии.